# A Very British Scandal
A Very British Scandal ist eine britische Dramedy-Miniserie basierend auf einer wahren Geschichte: Sie handelt von der Erbin Margaret Campbell und ihrer Scheidung vom schottischen Herzog von Argyll, welche eine Mediensensation ist. Margaret Campbell, geboren 1912, starb 1993 in einem Altenheim im Londoner Stadtteil Pimlico. Sie war ein prominentes Mitglied der britischen High Society. Ihr Leben spiegelt die Konflikte und Exzesse der Nachkriegsgesellschaft Englands wider. Die Serie zielt darauf ab, die Protagonistin nicht zu skandalisieren, sondern die Doppelmoral anzuprangern, die Frauen den Genuss von Sexualität abspricht.
Die Serie wurde im Dezember 2021 auf BBC One veröffentlicht. Trotz des ähnlichen Formats und Titels sowie derselben Produktionsfirma Blueprint Pictures ist sie keine Fortsetzung von A Very English Scandal. In Deutschland wurden die drei Episoden zunächst im Januar 2022 bei MagentaTV und im Mai 2023 im ZDF ausgestrahlt.

## Handlung
Im April 1963 steht in Edinburgh die Scheidung von Margaret Campbell, Herzogin von Argyll, und ihrem zweiten Mann, Captain Ian Campbell, dem 11. Herzog von Argyll, an. Ian bittet Margaret um eine einvernehmliche Lösung, doch sie lehnt ab.
16 Jahre zuvor lernen sich der Herzog und Margaret bei einer Zugfahrt kennen. Sie steht kurz vor der Scheidung, während Ian noch mit Louise, genannt „Oui Oui“, verheiratet ist, mit der er zwei Söhne hat. Nach dem Tod seines Cousins wird Ian der alleinige Erbe des Argyll-Besitzes und eines Sitzes im House of Lords.
Margaret besucht Ian in Inveraray Castle, einem heruntergekommenen Familienbesitz. Ihre Beziehung beginnt und Ian macht Margaret einen Antrag. Nach Louises Zustimmung zur Scheidung heiraten Margaret und Ian 1951. Margaret wird zur Herzogin von Argyll und überwacht die Sanierung des Castles, finanziert durch ihren Vater. Ian hofft, durch die Hebung einer alten Fregatte Geld zu verdienen.
Zur Wiedereröffnung des Castles lädt Ian auch seine Ex-Frau Louise ein, was Margaret als Demütigung empfindet. Margaret fälscht einen Brief, um zu suggerieren, dass Ian nicht der Vater von Louises Söhnen ist.

## Besetzung und Synchronisation
| Rolle                     | Folgen | Darsteller         | Synchronsprecher                 |
| ------------------------- | ------ | ------------------ | -------------------------------- |
| Ian Campbell              | 1–3    | Paul Bettany       | Frank Schaff                     |
| Margaret Campbell         | 1–3    | Claire Foy         | Katharina von Keller             |
| Maureen Guinness          | 1–3    | Julia Davis        | Sabine Falkenberg                |
| Yvonne MacPherson         | 1–3    | Amanda Drew        | Sabine Arnhold                   |
| George Whigham            | 1–3    | Richard McCabe     | Lutz Schnell                     |
| Brian Sweeny              | 1      | Matthew Stagg      | Balthazar Gyan Alexis Kuppuswamy |
| Charles Jauncey           | 1 & 3  | Richard Goulding   | Tobias Nath                      |
| Charles Sweeny            | 1      | Matt Rippy         | Georgios Tzitzikos               |
| Colin Campbell            | 1      | Lawrence Oswald    | Balthazar Gyan Alexis Kuppuswamy |
| Diana Napier              | 1 & 2  | Camilla Rutherford | Greta Galisch de Palma           |
| Dr. Ivor Griffiths        | 2 & 3  | Miles Jupp         | Kevin Kraus                      |
| Dr. John Petrow           | 2      | Tim Steed          | Oliver Siebeck                   |
| Dr. William Tulloch       | 3      | Simon Thorp        | Matthias Klages                  |
| Helen Whigham             | 1      | Phoebe Nicholls    | Nina Herting                     |
| Ian Campbell Jr.          | 1 & 2  | Daniel Burt        | Tim Daxelhofer                   |
| Jane Corby / Jane Whigham | 2 & 3  | Katherine Manners  | Bettina Kenney                   |
| Janet Kidd                | 1 & 2  | Sophie Ward        | Diana Borgwardt                  |
| Louise 'Oui Oui' Campbell | 1 & 2  | Sophia Myles       | Melanie Hinze                    |
| Malcolm Kerr              | 1 & 3  | Don Gallagher      | Hans Hohlbein                    |
| Niall Campbell            | 1      | David Hargreaves   | Kevin Kraus                      |
| Peter Combe               | 2 & 3  | Timothy Renouf     | Tim Schwarzmaier                 |
| Richter Wheatley          | 3      | Jonathan Aris      | Peter Flechtner                  |
| Walter Fraser             | 3      | Nicholas Rowe      | Armin Schlagwein                 |

## Episodenliste
| Nr. | Deutscher Titel          | Originaltitel | Erstausstrahlung UK | Deutschsprachige Erstausstrahlung (D) |
| --- | ------------------------ | ------------- | ------------------- | ------------------------------------- |
| 1   | Herzogin von Argyll      | Episode 1     | 26.12.2021          | 23.05.2023                            |
| 2   | Liebe und andere Exzesse | Episode 2     | 27.12.2021          | 23.05.2023                            |
| 3   | Nackte Tatsachen         | Episode 3     | 28.12.2021          | 23.05.2023                            |

## Veröffentlichung
Die Serie wurde am 26. Dezember 2021 im Vereinigten Königreich erstmals ausgestrahlt. In Deutschland erfolgte die Erstausstrahlung im Free-TV am 23. Mai 2023. Zeitgleich wurde die Serie auch in anderen deutschsprachigen Ländern veröffentlicht. Sie wurde später auf DVD veröffentlicht.